# جيري مالون (لاعب كرة قدم)
جيري مالون (بالإنجليزية: Gerry Malone)‏ هو لاعب كرة قدم أيرلندي، ولد في 1925. شارك مع منتخب جمهورية أيرلندا لكرة القدم. أما مع النوادي، فقد لعب مع نادي شيلبورن.